# Rex Ryan
Rex Ashley Ryan (nascido em 13 de dezembro de 1962) é um ex-treinador de futebol americano e atual analista da ESPN. Ryan foi anteriormente o treinador do New York Jets e do Buffalo Bills da National Football League (NFL), ele também ocupou vários cargos de treinador com oito outras equipes da NFL e da faculdade.
Ryan é o filho do ex-treinador Buddy Ryan e desde tenra idade, Ryan aspirou a seguir os passos de seu pai e se tornar um treinador de futebol profissional. Depois de passar a maior parte de sua juventude no Canadá, Ryan voltou aos Estados Unidos ainda adolescente, onde cursou a faculdade na Southwestern Oklahoma State University. Após a formatura, Ryan passou os próximos 22 anos atuando como assistente técnico em diferentes equipes, tanto na faculdade como no nível profissional.
A pedido de seu treinador Brian Billick, Ryan se juntou ao Baltimore Ravens em 1999 e passou nove anos lá. Em 2005, ele se tornou o coordenador defensivo e, mais tarde, foi promovido a auxiliar técnico da equipe em 2008. Ryan aceitou mais tarde uma oferta de contrato dos Jets por sua posição de treinador vago para a temporada de 2009. Durante seu mandato, Ryan tornou-se conhecido em toda a liga por sua franqueza, atitude turbulenta e sucesso inicial com os Jets. Em suas duas primeiras temporadas como treinador do Jets, ele liderou a equipe em duas partidas consecutivas do AFC Championship Game. Depois veio um período de lutas, já que os Jets não conseguiram terminar com bons recordes. Depois de um recorde de 4-12 no final da temporada de 2014, Ryan foi demitido como treinador principal da equipe. Logo após sua demissão dos Jets, Ryan foi contratado para ser o treinador dos Bills, onde durou dois anos com a equipe antes de ser demitido no final da temporada de 2016.

## Primeiros anos
Rex Ryan e seu irmão gêmeo, Rob, nasceram em Ardmore, Oklahoma, em 13 de dezembro de 1962, filhos de Doris e Buddy Ryan. Quando os meninos tinham dois anos, seus pais se separaram amigavelmente. Após o divórcio, sua mãe frequentou a Universidade de Chicago para obter seu doutorado. Rex, Rob e seu irmão mais velho, Jim, mudaram-se com ela para Toronto, Canadá, onde ela conseguiu uma posição administrativa na Universidade de Toronto. Durante o curso de sua educação, Rex queria seguir os passos de seu pai, um pioneiro defensivo da NFL conhecido por desenvolver novas técnicas da defesa. Com seis anos, Rex e Rob sabiam que queriam seguir carreira de treinador.
No Canadá, houve pouca ênfase no futebol americano, para grande decepção de Rex. Na época em que Rex era adolescente, Doris percebeu que ele e seus irmãos eram demais para uma mãe solteira tentando avançar em sua carreira. Ela decidiu que era do melhor interesse dos irmãos enviá-los para morar com o pai, que era o treinador da linha defensiva do Minnesota Vikings na época. As razões por trás disso foram mantê-los longe de problemas e ajudá-los a expandir seus conhecimentos sobre o jogo de futebol americano, onde era mais prevalente.
Em 1978, quando Buddy foi contratado pelo Chicago Bears como seu coordenador defensivo, Rex, Rob e Jim seguiram seu pai para Illinois, onde a família se estabeleceu em Prairie View. Os irmãos frequentaram a Stevenson High School, em Lincolnshire.
Rex foi para a Southwestern Oklahoma State University em Weatherford, Oklahoma, ao lado de Rob, e jogou pelo time de futebol americano como um Defensive end. Ele se formou em 1986 e em 2011 foi introduzido no Hall da Fama da Universidade.

## Técnico na universidade
Ao se graduar em 1986, com a ajuda de seu pai, Ryan conseguiu um emprego como assistente de pós-graduação no time de futebol da Divisão I-AA (agora Divisão I FCS). Em Eastern Kentucky, ele tinha uma infinidade de responsabilidades que iam desde fazer cópias de planos de jogo até pegar jogadores no aeroporto. O time ganhou o título da Ohio Valley Conference nos dois anos em que Ryan serviu como assistente.
Aos 26 anos, Ryan tornou-se assistente técnico e coordenador defensivo de New Mexico Highlands da Divisão II, durante um ano, durante o qual a equipe liderou a liga em retornos defensivos. Depois, Ryan se juntou ao Morehead State da Divisão I como coordenador defensivo, onde permaneceu por quatro anos. Durante seu mandato, a defesa foi classificada entre as melhores do país.
Depois de trabalhar para seu pai por dois anos com no Arizona Cardinals da NFL, Ryan voltou ao treinamento universitário como o coordenador defensivo da Universidade de Cincinnati. O time ganhou o primeiro Humanitarian Bowl sobre Utah State no último ano de Ryan, marcando a primeira aparição da equipe em Bowl em cinquenta anos. Ryan foi o coordenador defensivo de Oklahoma Sooners por um ano em que a defesa ficou em sexto lugar no país. No entanto, o técnico John Blake não conseguiu um recorde de vitórias pelo terceiro ano consecutivo e, posteriormente, toda a equipe foi demitida. Ryan atuou como coordenador de defesa no Kansas State por um mês em 1999, sob o comando do técnico Bill Snyder.

## Treinador na NFL

### Assistente Técnico

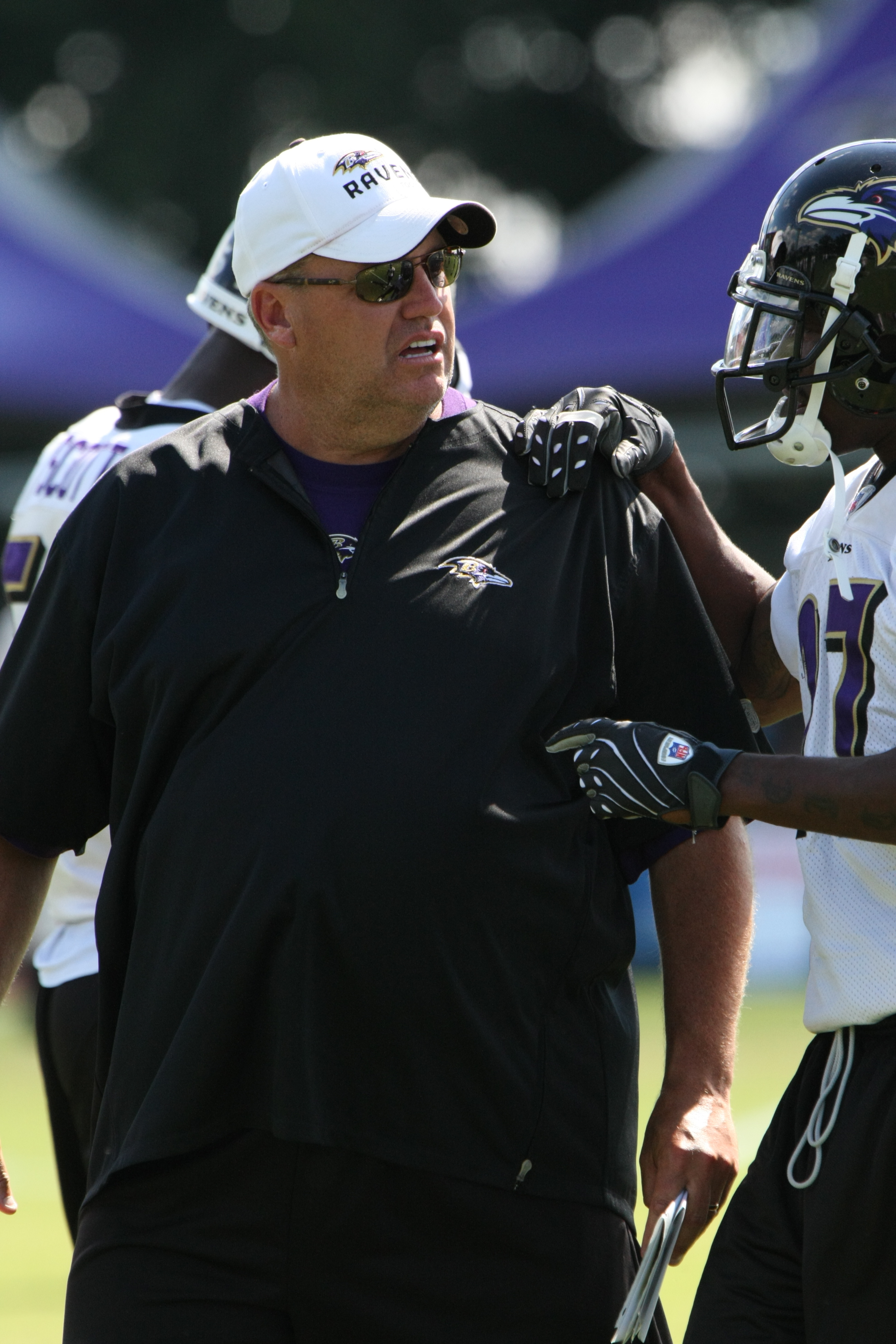
Ryan como coordenador defensivo dos Ravens em agosto de 2008

Quando seu pai foi contratado como treinador do Arizona Cardinals em 1994, ele ofereceu a Rex seu primeiro emprego na NFL como assistente de defesa, trabalhando com os linebackers da equipe e os jogadores de linha defensiva. Depois de nove temporadas consecutivas perdedoras antes da chegada de Buddy, os Cardinals produziram um recorde de 8-8 no primeiro ano de Buddy como treinador principal. No entanto, em sua segunda temporada, a equipe teve um recorde de 4-12 e, posteriormente, toda a comissão técnica foi demitida, apesar do desempenho positivo da defesa.
Ryan passou a treinar em três faculdades diferentes após isso, embora na época em que ingressou em Kansas State em 1999, ele estava esperançoso de um retorno à NFL. Ryan recebeu um telefonema do recém-nomeado treinador Brian Billick, do Baltimore Ravens, que queria entrevistá-lo para a posição de treinador da linha defensiva. Tendo visitado uma aula que Ryan estava ensinando no início de sua carreira, Billick ficara tão impressionado com a paixão de Ryan pelo futebol que decidiu contratar Ryan se tivesse alguma posição como treinador principal. Quando ofereceu a posição, Ryan aceitou.
Em seu primeiro ano, a defesa ficou em segundo lugar geral na NFL e a segunda em menos jardas permitidas. Em seu segundo ano, em 2000, a defesa dos Ravens estabeleceu os recordes da NFL de menos número de pontos permitido e o menor número de jardas permitidas. A defesa permitiu uma combinação de 23 pontos em quatro jogos de playoff a caminho de uma vitória no Super Bowl XXXV sobre o New York Giants. A defesa teve um desempenho consistente nos anos seguintes. Como resultado, Ryan foi promovido a coordenador defensivo em 2005, após a saída de Mike Nolan, que se tornou o treinador principal do San Francisco 49ers. Em 2006, Ryan recebeu os prêmios de Treinador Assistente do Ano da Pro Football Weekly e da Pro Football Writers Association.
Após a conclusão do desempenho 5–11 dos Ravens em 2007, toda a equipe foi dispensada na véspera de Ano Novo. Ryan foi um dos candidatos entrevistados pelos Ravens por sua vaga de treinador; entretanto, os Ravens escolheram nomear John Harbaugh como o novo treinador da equipe. Ryan também teve entrevistas com o Miami Dolphins e com o Atlanta Falcons por vagas de treinador, mas as ofertas foram para Tony Sparano e Mike Smith, respectivamente.
Ryan ficou desapontado por seu fracasso em conseguir um emprego como treinador principal, mas ele concordou em retornar a Baltimore como coordenador defensivo e depois foi promovido a assistente técnico. Em 2008, o último ano de Ryan com a equipe, a defesa ficou em segundo lugar na classificação geral da NFL. Os Ravens perderam por 23-14 no AFC Championship Game contra o Pittsburgh Steelers. O mandato de nove anos de Ryan com os Ravens, durante o qual a defesa nunca ficou abaixo do sexto lugar na geral na NFL, concluiu uma hora mais tarde, quando ele aceitou a posição de treinador principal no New York Jets.

### New York Jets

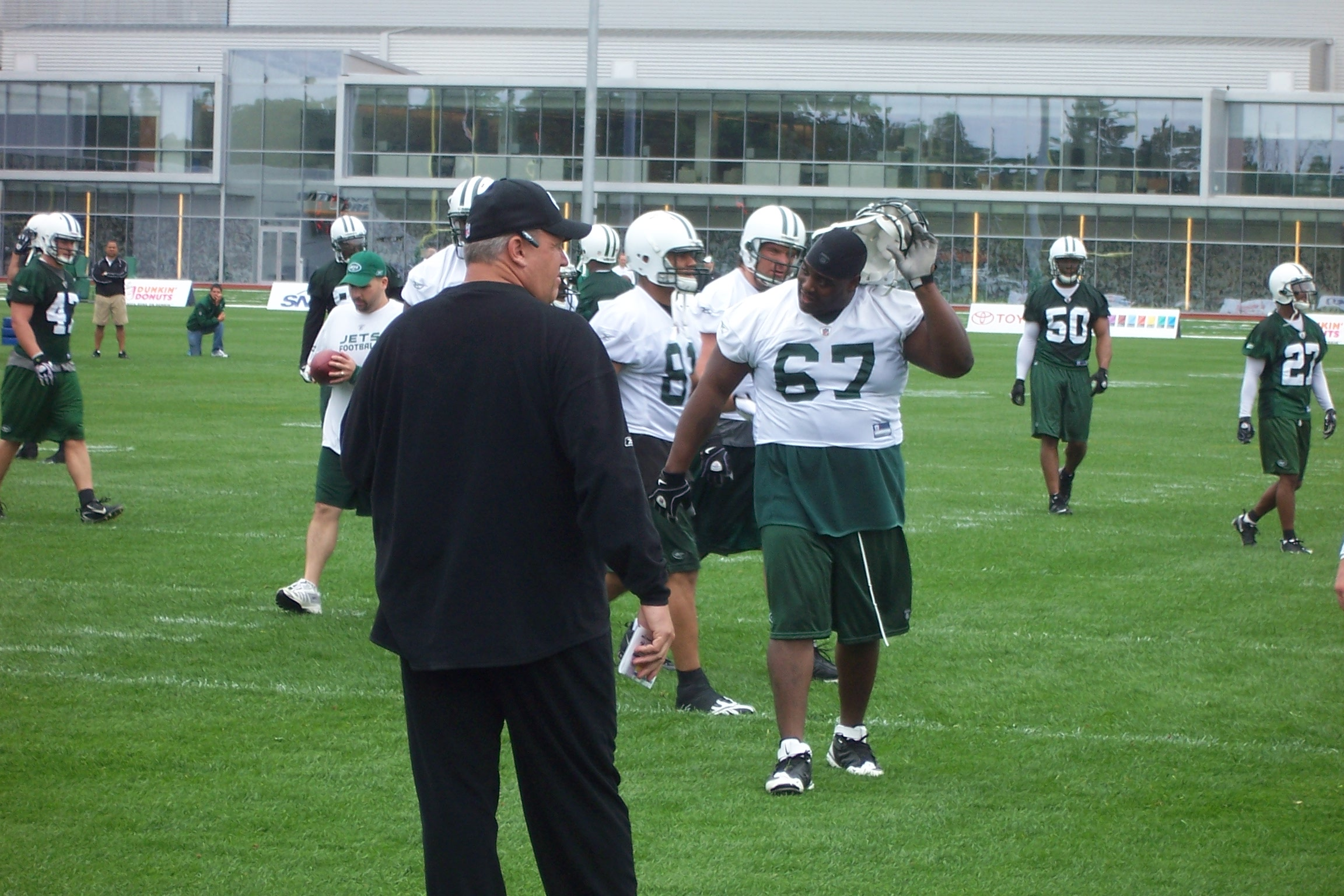
Ryan como treinador, conduzindo um treinamento em junho de 2009 no seu centro de treinamento em Florham Park, New Jersey

Após um colapso no final da temporada em que os Jets perderam os playoffs após perder quatro dos últimos cinco jogos, a equipe demitiu o técnico Eric Mangini em 29 de dezembro de 2008. A equipe entrevistou vários candidatos e um contrato, avaliado em aproximadamente US $ 11,5 milhões ao longo de quatro anos, acabou sendo oferecido a Ryan.
Aceitando a oferta em 19 de janeiro de 2009, Ryan imediatamente começou a realizar um plano de ação que havia delineado para o futuro da franquia. Ele planejava remover os jogadores de distrações dentro e fora do campo e permitir que eles se conhecessem para construir a química da equipe. Assim, o campo de treinamento foi transferido para o campus da SUNY Cortland, onde a equipe seria relativamente isolada da mídia e de quaisquer outras distrações. Ryan e o gerente geral Mike Tannenbaum também estavam determinados a criar um quarterback que pudesse liderar e ser o rosto da franquia. Como resultado, a equipe trocou para selecionar Mark Sanchez da USC na quinta escolha geral na Draft de 2009 da NFL.

#### Temporada de 2009
Ryan começou sua carreira de treinador principal com uma vitória por 24-7 sobre o Houston Texans, na qual a defesa do Jets impediu o ataque de seus oponente. A pontuação solitária de Houston veio em um retorno de fumble para um touchdown. Na semana seguinte, a defesa não permitiu um touchdown contra os New England Patriots em uma vitória por 16-9 em casa, marcando a primeira vitória em casa do Jets sobre os rivais desde 2000. Ryan e os Jets derrotaram o Tennessee Titans na Semana 3, marcando a primeira vez que os Jets abriram a temporada em 3-0 desde 2004. A vitória também permitiu que Ryan se tornasse o primeiro treinador novato do Jets a vencer seus três primeiros jogos desde que Al Groh o fez em 2000. Depois desse começo, os Jets perderam seis dos seus próximos sete jogos, exceto pela vitória sobre os Oakland Raiders por 38-0.
A equipe acabou se recuperando e venceu cinco de seus seis jogos finais, apesar de Ryan afirmar erroneamente que os Jets haviam sido eliminados da disputa dos playoffs após uma derrota para o Atlanta Falcons. No último jogo da temporada, os Jets venceram o Cincinnati Bengals por 37-0 no Giants Stadium, o último evento esportivo a ser realizado no local.
A vitória garantiu a vaga nos playoffs dos Jets como um time de wild card. Sob o comando de Ryan, os Jets terminaram a temporada regular em primeiro lugar geral na NFL em jardas e total de defesa.
Os Jets derrotaram os Bengals novamente na semana seguinte, desta vez no Paul Brown Stadium, no Wild Card por 24-14. Em 17 de janeiro de 2010, Ryan treinou o Jets em uma virada sobre o San Diego Chargers por 17-14 e foram para o AFC Championship Game. Os Jets subseqüentemente perderam para os Colts por 30-17.
Ryan se envolveu em controvérsia alguns dias depois, quando fez um gesto obsceno contra os fãs do Miami Dolphins que cuspiram nele durante um evento de artes marciais mistas do Strikeforce no BankAtlantic Center em Sunrise, Flórida. Ryan pediu desculpas por sua ação, afirmando que era "estúpido e inadequado". Ryan foi multado em US $ 50 mil pelos Jets.

#### Temporada de 2010
Quando Ryan entrou em seu segundo ano como treinador principal da equipe, ele recebeu uma prorrogação de contrato de dois anos. Ryan continuou a exalar confiança na equipe, escrevendo no ônibus da ESPN "Soon To Be Champs" em agosto, referindo-se que os Jets iriam para o Super Bowl e se tornariam os eventuais campeões. Ryan foi convidado a assinar o logotipo dos Jets na parte de trás do ônibus e incluiu a mensagem com sua assinatura. A previsão foi recebida com algumas críticas, enquanto outros elogiaram sua coragem, algo que parecia estar faltando na NFL na época. Quando o time apareceu na série de televisão Hard Knocks naquele mesmo mês, Ryan foi criticado, particularmente pelo ex-técnico Tony Dungy, pelo uso de linguagem chula. Dungy e Ryan se encontraram pessoalmente para reconciliar suas diferenças.
As previsões de Ryan seguiram o seu rumo pois os Jets abriram a temporada com o melhor recorde na NFL: 9-2. Isso preparou o cenário para um confronto no Monday Night Football com seu rival na divisão, os Patriots, que também tinham 9-2. Os Patriots, por causa do forte desempenho do quarterback Tom Brady, derrotaram os Jets por 45-3. No entanto, os Jets terminaram a temporada com um recorde de 11-5 e se classificou como um wild card nos playoffs. Os Jets estava a uma vitória de empatar o recorde da franquia em vitórias na temporada, o recorde é da equipe de 1998 liderada por Bill Parcells.

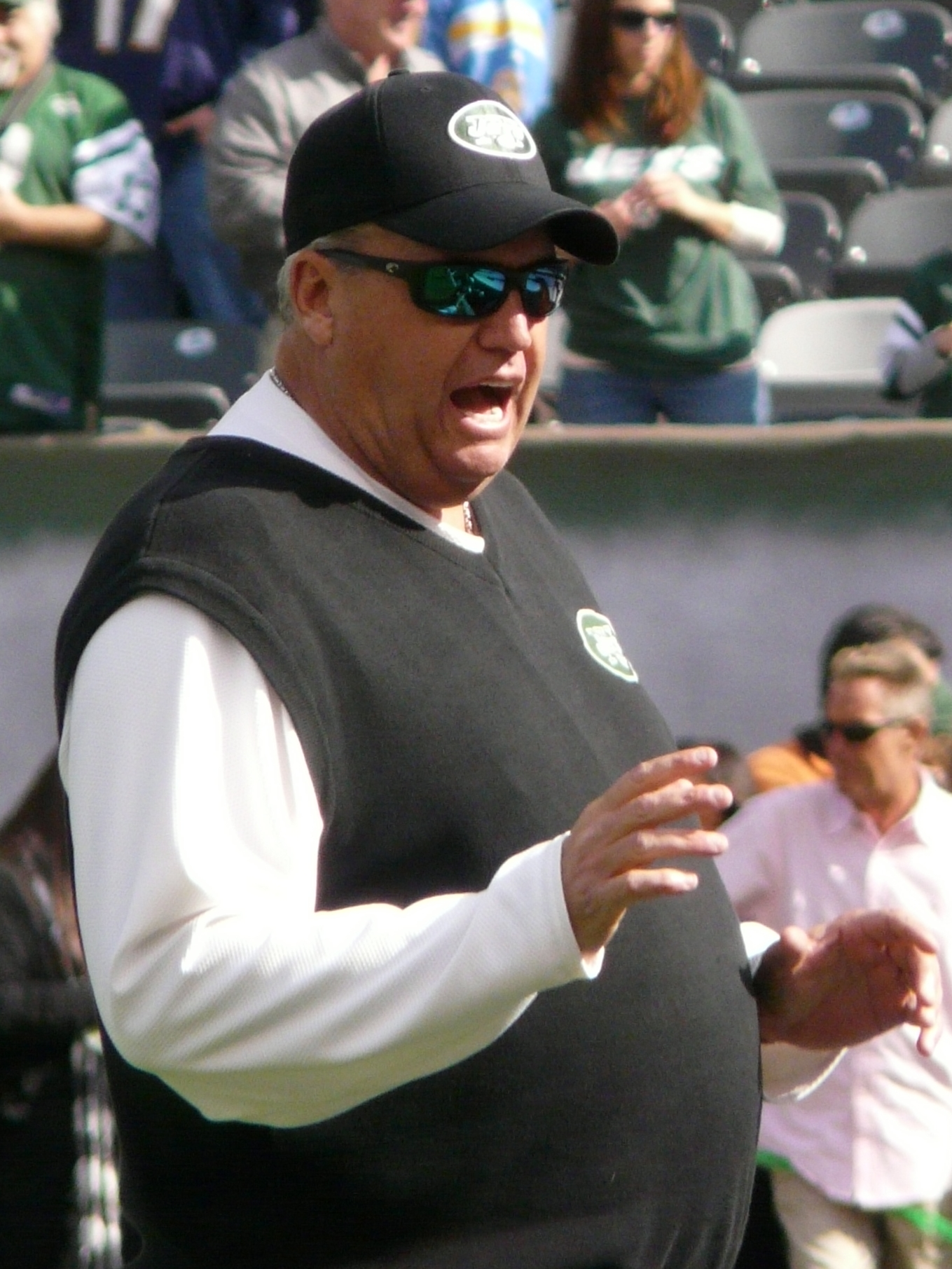
Ryan em 2011.

Na Rodada do Wild Card, os Jets venceram os Colts por 17-16 no Lucas Oil Stadium. Na semana seguinte, eles derrotaram os Patriots por 28-21, terminando a série de oito vitórias do New England. A vitória fez os Jets avançarem para o AFC Championship Game pela segunda temporada consecutiva, onde perderam para o Pittsburgh Steelers por 24-19.

#### Temporada de 2011
Os Jets abriram sua campanha de 2011 com um recorde de 2-3, levando a descontentamento dentro da equipe. A equipe começou a se desviar de sua filosofia de correr com a bola e passou a passar mais vezes. Os recebedores Plaxico Burress, Santonio Holmes e Derrick Mason se aproximaram do técnico Ryan para questionar o sistema do coordenador ofensivo Brian Schottenheimer. Ryan, enquanto isso, começou a se isolar do resto da equipe e optou por colocar seus assistentes para treinar os jogadores.
Ryan atraiu mais atenção para a equipe durante o Sunday Night Football contra o New England Patriots, quando ele respondeu a um fã com um comentário obsceno e foi multado em US $ 75 mil pela liga. Apesar de ter um recorde de 8-7, os Jets ainda tinham a capacidade de conseguir um lugar no playoff se vencessem o último jogo da temporada regular contra o Miami Dolphins, em combinação com o resultado de outros três jogos disputados naquele dia.
No entanto, o descontentamento dentro do vestiário culminaram com Santonio Holmes criticando e discutindo com os colegas de equipe durante o jogo contra Miami. Holmes foi para o banco no quarto quarto e os Jets perderam por 19-17.
Depois que os Jets terminaram a temporada com um decepcionante recorde de 8-8, Ryan admitiu ter perdido o pulso da equipe. Em seguida, LaDainian Tomlinson observou que as previsões de Ryan para o Super Bowl tiveram um efeito adverso no vestiário, colocando pressão indevida sobre os jogadores. Ryan concordou com este ponto e anunciou que se absteria de fazer tais declarações publicamente no futuro.

#### Temporada de 2012
Depois de 11 semanas em 2012, os Jets tinha um recorde de 4-7. A presença do quarterback Tim Tebow criou uma controvérsia, já que a mídia e os fãs pediram a Ryan para trocar o inconsistente Mark Sanchez por Tebow. Ryan foi criticado por sua decisão de manter Tebow durante o jogo do Dia de Ação de Graças dos Jets contra o New England Patriots, apesar de Tebow jogar com duas costelas quebradas. Com Tebow não podendo jogar no próximo jogo contra o Arizona Cardinals, Ryan tomou a decisão de não colocar Sanchez, que jogou três interceptações, em favor de Greg McElroy. McElroy jogou um passe de touchdown para marcar os únicos pontos da equipe em uma vitória por 7-6.
Ryan renomeou Sanchez o quarterback titular depois de buscar várias opiniões dentro da organização. Em um jogo que deve ganhar contra o Tennessee Titans para permanecer na disputa dos playoffs, Sanchez completou 13 passes para 131 jardas, enquanto jogou quatro interceptações e sofreu um fumble no território dos Titians nos minutos finais da derrota dos Jets por 14-10.
Um dia depois, Ryan anunciou que McElroy seria o titular. Sanchez foi titular no último jogo da temporada depois que McElroy sofreu uma concussão, nesse jogo, os Jets perderam para o Buffalo Bills e terminaram o ano com um recorde de 6-10, a primeira temporada com mais derrotas sob o comando de Rex Ryan.
Em 31 de dezembro de 2012, os Jets demitiram o gerente geral Mike Tannenbaum, mas anunciaram que Ryan retornaria para a temporada de 2013.

#### Temporada de 2013

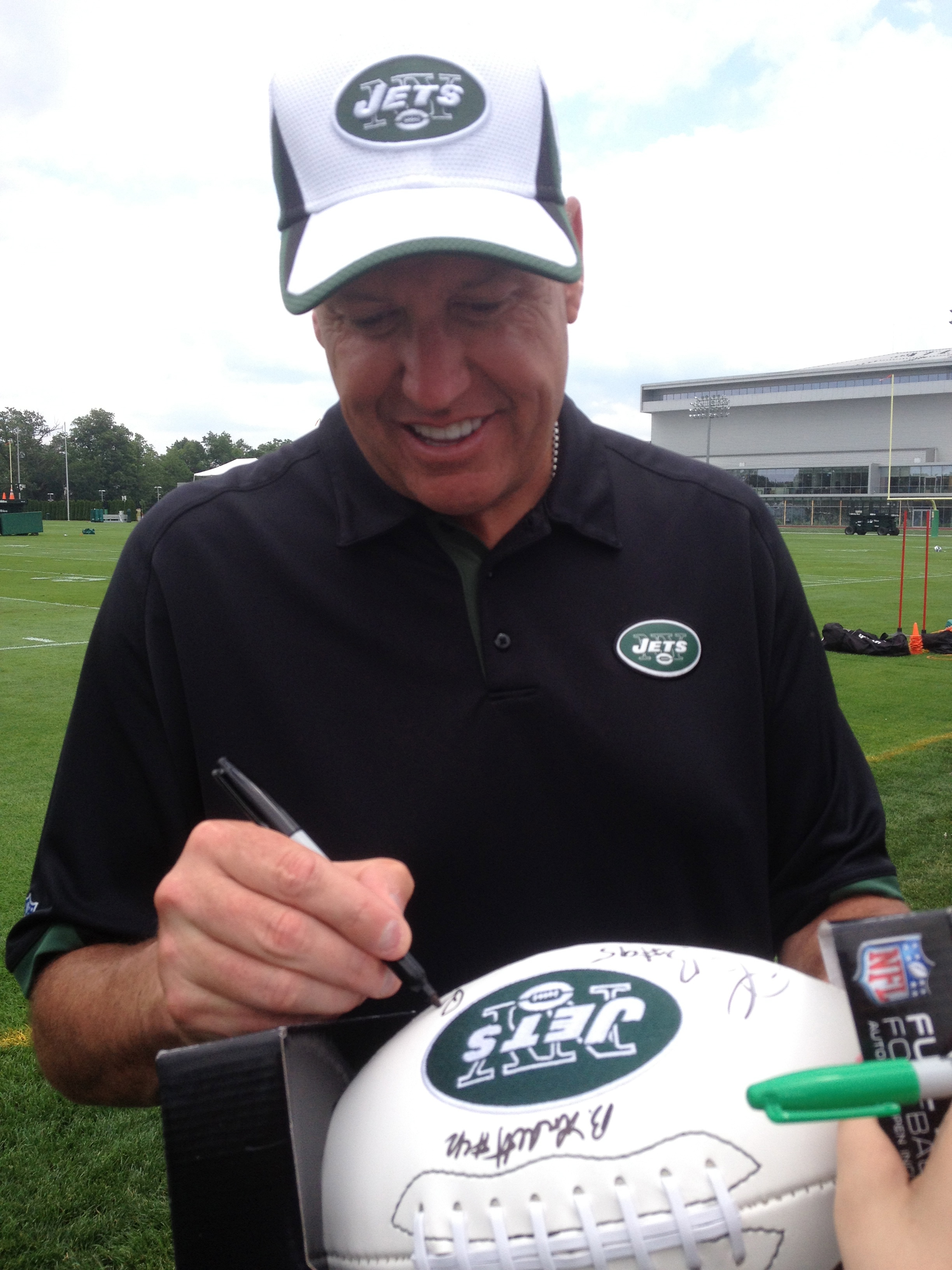
Ryan enquanto treinador dos Jets em junho de 2013

Para a temporada de 2013, Ryan reformulou sua equipe de treinadores, promovendo Dennis Thurman como coordenador defensivo, ao mesmo tempo em que adicionou vários novos treinadores, incluindo o coordenador ofensivo Marty Mornhinweg. O gerente geral recém-contratado, John Idzik, enfatizou que haveria concorrência em todas as posições, incluindo o quarterback. Os Jets selecionaram Geno Smith na segunda rodada do Draft de 2013 e começou a competir pela posição de quarterback de Sanchez. Ryan foi amplamente criticado por sua decisão de manter Sanchez em um jogo de pré-temporada contra o New York Giants, depois que Sanchez sofreu uma lesão no ombro que terminou a temporada, o que levou Smith a ser escolhido como titular.
Durante os nove primeiros jogos do ano, os Jets tiveram um recorde de 5-4 e renderam a Ryan algumas considerações iniciais do Treinador do Ano. A equipe passou a perder os próximos três confrontos, com o novato Smith cometendo oito turnovers. Isso levou especulações de analistas sobre se Ryan seria ou não dispensado. Os Jets quebraram a série de derrotas com uma vitória por 37-27 sobre os Raiders, que os manteve na disputa dos playoffs. Na semana seguinte, os Jets jogaram contra o Carolina Panthers e perderam por 30-20. A derrota eliminou os Jets da disputa pelos playoffs.
Em uma reunião antes do jogo contra o Cleveland Browns, Ryan disse a seus jogadores que esperava ser demitido no final do ano. Os Jets venceram Cleveland por 24-13 e apesar da incerteza, os jogadores e treinadores estavam em alto astral. Vários jogadores, incluindo Antonio Cromartie, Calvin Pace e Willie Colon, expressaram publicamente seu apoio a Ryan. No último jogo da temporada, os Jets derrotaram os Miami Dolphins por 20-7, eliminando-os da disputa dos playoffs. No vestiário após o jogo, o proprietário Woody Johnson e Idzik anunciaram que Ryan retornaria para a temporada de 2014 para o deleite dos jogadores. Ryan foi elogiado por manter sua equipe competitiva mesmo depois de ser eliminado da disputa dos playoffs e manter seu ânimo elevado durante todo o ano, apesar de sua inconsistência.

#### Temporada de 2014
Os Jets abriram a temporada de 2014 com uma vitória por 19-14 sobre o Oakland Raiders, mas perdeu seus próximos oito jogos. Geno Smith, que começou o ano como o quarterback titular, foi substituído pelo veterano Michael Vick no meio da temporada.
Vick ajudou a quebrar a série de derrotas com uma vitória na semana 9 sobre o Pittsburgh Steelers. Apesar da vitória, Ryan foi visto xingando uma pessoa não identificada e foi posteriormente multado em US $ 100.000 pela liga. Smith acabou sendo reinserido na equipe titular.
Os Jets venceu dois de seus últimos três jogos e terminaram com um recorde de 4-12, seu pior resultado com Ryan. Apesar dos jogadores novamente expressarem seu desejo de que Ryan permaneça como treinador, ele foi demitido em 29 de dezembro de 2014.

### Buffalo Bills

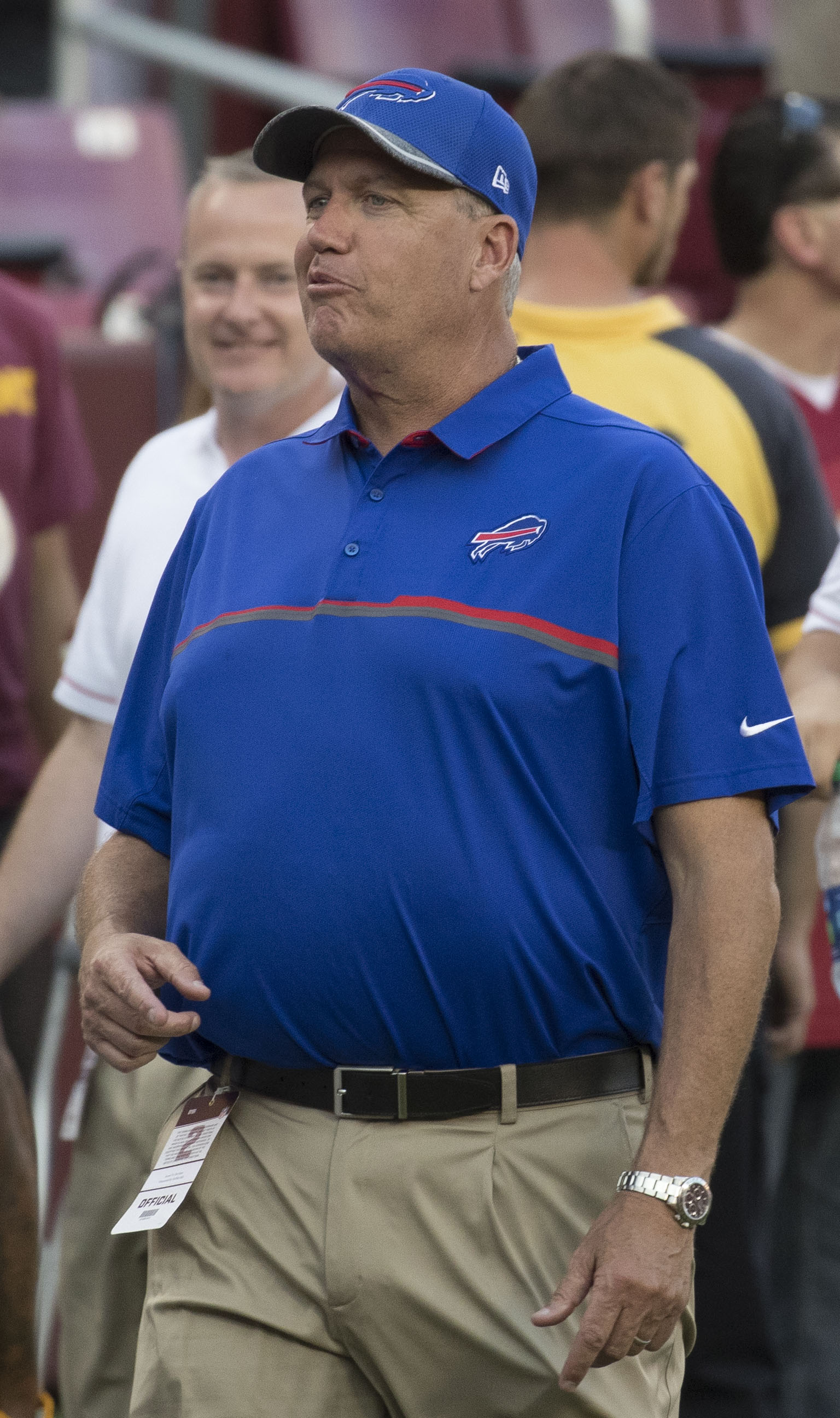
Ryan no campo de treinamento dos Bills em agosto de 2015

Ryan foi contratado como o 18º treinador do Buffalo Bills em 12 de janeiro de 2015, concordando com um contrato no valor de US $ 27,5 milhões por cinco anos.

#### Temporada de 2015
Os Bills abriram a temporada de 2015 com uma vitória por 27-14 sobre o Indianapolis Colts. Frustrado com a equipe que liderava a NFL em penalidades, Ryan deu uma pulseira para a equipe inteira com a mensagem "Sim senhor". Estas foram as únicas palavras que ele queria que seus jogadores usassem com árbitros. Depois disso, os Bills teve apenas 7 faltas na vitória por 14-13 sobre os Titans. Ryan deu toda a equipe a semana de folga durante a semana sem jogo e ele encontrou uma praia isolada para "fugir e se concentrar".
Ryan retornou ao MetLife Stadium na semana 10 para um muito aguardado jogo de quinta-feira à noite contra o Jets. Os Bills ganharam o jogo por 22-17. Ryan enfrentou perguntas antes e depois do jogo sobre sua decisão de nomear IK Enemkpali, que havia sido dispensado pelos Jets na pré-temporada depois de quebrar a mandíbula de Geno Smith em uma briga, como capitão de Buffalo para o jogo.
Os Bills foram incapazes de chegar aos playoffs em sua primeira temporada com Ryan como técnico, já que foram eliminados na semana 15 depois de uma derrota por 35-25 para o Washington Redskins em 20 de dezembro, prolongando sua seca para 16 temporadas, a mais longa seca da NFL. Eles terminaram a temporada com um recorde de 8-8.

#### Temporada de 2016
Em 10 de janeiro de 2016, foi anunciado que Ryan havia contratado seu irmão gêmeo. Rob, para a comissão técnica dos Bills. Rob serviu como treinador assistente e também trabalhou com a defesa. Três dias depois, Ryan contratou Ed Reed, um ex-jogador da NFL, para ser um técnico assistente de defesa.
Os Bills abriram a temporada de 2016 com uma derrota por 13-7 contra o Baltimore Ravens. Em 16 de setembro de 2016, menos de 24 horas depois de perder por 37-31 para os Jets e cair para 0-2, Ryan demitiu o coordenador ofensivo, Greg Roman, e promoveu o treinador de running backs, Anthony Lynn, para o cargo.
Em 27 de dezembro, após uma derrota na véspera de Natal para o Miami Dolphins na semana 16, Ryan foi demitido de suas funções como treinador principal e o coordenador ofensivo Anthony Lynn foi nomeado como treinador interino para o último jogo da temporada. Rob Ryan foi demitido também.
Após a temporada, Ryan começou um discurso profano contra a equipe por supostamente ter desistido dele.

## Carreira na televisão
Após sua demissão dos Bills, Ryan assinou um contrato com a ESPN para fornecer análises no pré-jogo e pós-jogo do Super Bowl LI. O contrato de um jogo, deixou aberta a possibilidade de Ryan continuar com a ESPN até a temporada de 2017.
Em abril, foi anunciado que Ryan iria se juntar oficialmente à Sunday NFL Countdown, da ESPN, como analista.

## Filosofia como treinador
Ryan enfatiza que os treinadores devem, essencialmente, ser abertos e comunicativos com os jogadores e a gerência, que por sua vez retribuirão a mesma atitude. Ao se conectar com seus associados, Ryan afirma: "é valioso quando se trata de descobrir como motivar alguém (...) porque eu quero que esse cara lute por mim, assim como eu quero lutar por ele". Em uma entrevista, Ryan declarou que: "ama seu time e ama seus jogadores" e faz o máximo que pode para garantir seu sucesso.
Apesar de seus comentários impetuosos e ousados que causaram uma maior cobertura da mídia sobre a equipe, Ryan chamou a atenção e conseguiu "colocá-lo em si mesmo" para que os jogadores pudessem se concentrar em suas tarefas. Ryan também enfatizou que o processo de ensino é importante, particularmente quando se trata de fornecer informações ao jogador e construir química. No entanto, tem que haver flexibilidade, pois o processo também deve ser perspicaz e positivo. Ryan afirma que os treinadores são responsáveis por fornecer aos jogadores informações que são de vital importância, caso contrário, "se você enfatizar tudo, você não enfatizou nada".

### Estratégias
Com extenso conhecimento sobre os meandros da defesa, Ryan tem sido criticado por não dedicar tempo e esforço semelhantes para treinar o ataque. Ryan refutou isso, afirmando que seu objetivo é implementar um jogo de corrida proficiente, citando o desejo de "pegar" o adversário através da execução da bola. Ryan também afirmou que passar a bola é importante, mas não deve ser usado incessantemente, pois deve haver um equilíbrio entre os dois aspectos do ataque.
Em 2011, os Jets tentaram se converter em uma ofensiva mais passiva, que se tornou mais amplamente usada na NFL, entretanto, a equipe lutou com esse ajuste e voltou para sua antiga ofensiva no meio da temporada. Sua estratégia defensiva, em contraste, tende a ser mais elaborada levando em consideração sua experiência no campo. Existem seis formações defensivas diferentes utilizadas no futebol, mas as duas formações comumente usadas são a formação 3-4, com três atacantes defensivos e quatro linebackers, e a formação 4-3, com quatro atacantes defensivos e três linebackers. Os Jets utilizaram a primeira das duas formações populares; entretanto, Ryan costumava empregar todas as seis formações de formas variadas. Além disso, muitas vezes ele muda no meio do jogo, de modo a encobrir suas intenções e confundir e pressionar o oponente.
Como prova desta filosofia, Ryan está freqüentemente disposto a adiar o lançamento de uma moeda para o oponente para que sua equipe possa começar a jogar na defesa a fim de "dar o tom" e gerar turnovers.

## Vida pessoal
Ryan e sua esposa, Michelle, se conheceram em Southwestern Oklahoma State. Quando Rex aceitou sua posição como assistente de pós-graduação em Eastern Kentucky, ele propôs casamento a Michelle por telefone; ela aceitou e eles se casaram em 1987. Eles têm dois filhos, Seth, um assistente do Los Angeles Chargers, e Payton.

### Saúde
Ryan anunciou publicamente em 2009 que ele lutou contra a dislexia por toda a sua vida. Durante seus primeiros anos, Ryan lutou para ler e escrever na escola; no entanto, ele não foi formalmente diagnosticado até que o teste confirmou que ele tinha o distúrbio em 2007. Ryan utiliza manuais de código de cores e planos de jogo para ajudar na sua compreensão.
Ryan foi submetido a uma cirurgia no NYU Medical Center em março de 2010, em um esforço para combater sua obesidade. Ryan também teve uma hérnia reparada durante o procedimento. Ele foi capaz de retornar a sua casa no mesmo dia para se recuperar. Após um período de três semanas, ele perdeu 40 quilos e, a partir de julho de 2012, Ryan perdeu 106 quilos.

### Acidente de carro
Ryan foi envolvido em um acidente de três carros no leste da Pensilvânia em 14 de janeiro de 2013. Uma testemunha disse que Ryan em seu Ford Mustang atravessou um sinal vermelho e colidiu com outro motorista que bateu em um terceiro carro. Foi emitido um aviso a Ryan, mas sem citação.

### Meios de comunicação
Ryan lançou Play Like You Mean It, uma autobiografia e uma conversa sobre estratégia de futebol. O livro, que foi publicado pela Doubleday na primavera de 2011, foi co-escrito por Don Yaeger, ex-editor da Sports Illustrated, co-autor das autobiografias de Walter Payton e Warren Moon, ex-jogadores da NFL.
Ryan fez uma aparição no filme de Adam Sandler, That's My Boy, que foi lançado em 15 de junho de 2012. Ironicamente, seu personagem era um fã do rival dos Jets, o New England Patriots.

### Vídeo da Internet
No final de 2010, enquanto os Jets se preparavam para os playoffs, um vídeo de fetiche por pés de uma mulher que parecia ser a esposa de Ryan, Michelle, apareceu em várias lojas da internet. O vídeo mostra Michelle vestida com os pés descalços e comentada por um operador de câmera invisível com uma voz semelhante à de Rex. Os Jets divulgaram uma declaração dizendo que Ryan e a organização consideraram a situação um assunto particular e não forneceriam comentários. Vários relatórios de mídia logo associaram os Ryans a um perfil de usuário chamado "ihaveprettyfeet" em um site para estilos de vida sexuais alternativos, e mais vídeos de Michelle surgiram nos meses seguintes. Em setembro de 2015, surgiu uma foto de Ryan sentado em sua mesa com uma foto emoldurada dos pés de uma pessoa atrás dele.

### Alianças esportivas
Ryan é um ávido fã de hóquei e desenvolveu uma notoriedade de ser um saltador de bandwagon nos últimos anos. Ryan admitiu que era fã do Toronto Maple Leafs, como resultado do crescimento na cidade, mas ao assumir o cargo de treinador principal dos Jets, ele era frequentemente visto torcendo por todas as três franquias da área metropolitana de Nova York. Durante a campanha do New Jersey Devils até a final da Copa Stanley de 2012, Ryan foi visto vestindo o traje da equipe, ele também vestiu o traje do New York Rangers dois anos depois, durante a sua camapnha para a final da Copa Stanley. Fora das rodadas dos playoffs, Ryan fez um puck cerimonial no Nassau Veterans Memorial Coliseum em 9 de outubro de 2010, vestindo uma camisa vintage do New York Islanders.
Ryan ficou conhecido por um notório incidente em um jogo do Carolina Hurricanes. Ao ser reconhecido pelos fãs na arena, as líderes de torcida da equipe se aproximaram dele com uma camisa alternativa do Hurricanes, usada pela equipe. O incidente foi observado quando ele foi visto tirando a camisa e mostrando o peito para a multidão ver.
Depois de assumir o cargo de treinador principal do Buffalo Bills, Ryan mudou sua lealdade para o Buffalo Sabres, ele era frequentemente visto nos jogos em casa da equipe e ostentava o traje da equipe. Meses depois de ser demitido pelos Bills, Ryan seria visto mais tarde com a camisa dos Nashville Predators na final da Stanley Cup de 2017.

### Ideologia política
Em 18 de abril de 2016, Ryan apresentou o candidato republicano à presidência Donald Trump em um de seus comícios realizados no First Niagara Center em Buffalo. Ryan disse à Associated Press que ele estava apoiando Chris Christie, mas ele desistiu da eleição e desde então apoiou Trump. Durante a manifestação, Ryan elogiou a "coragem" de Trump em "dizer o que está em sua mente".

## Estatísticas
| Time      | Ano       | Temporada Regular | Temporada Regular | Temporada Regular | Temporada Regular | Temporada Regular | Pós-Temporada | Pós-Temporada | Pós-Temporada | Pós-Temporada                                     |
| Time      | Ano       | V                 | D                 | E                 | %                 | Classificação     | V             | D             | %             | Resultado                                         |
| --------- | --------- | ----------------- | ----------------- | ----------------- | ----------------- | ----------------- | ------------- | ------------- | ------------- | ------------------------------------------------- |
| NYJ       | 2009      | 9                 | 7                 | 0                 | .563              | 2nd in AFC East   | 2             | 1             | .667          | Perdeu para o Indianapolis Colts na Final da AFC  |
| NYJ       | 2010      | 11                | 5                 | 0                 | .688              | 2nd in AFC East   | 2             | 1             | .667          | Perdeu para o Pittsburgh Steelers na Final da AFC |
| NYJ       | 2011      | 8                 | 8                 | 0                 | .500              | 2nd in AFC East   | —             | —             | —             | —                                                 |
| NYJ       | 2012      | 6                 | 10                | 0                 | .375              | 3rd in AFC East   | —             | —             | —             | —                                                 |
| NYJ       | 2013      | 8                 | 8                 | 0                 | .500              | 2nd in AFC East   | —             | —             | —             | —                                                 |
| NYJ       | 2014      | 4                 | 12                | 0                 | .250              | 4th in AFC East   | —             | —             | —             | —                                                 |
| NYJ total | NYJ total | 46                | 50                | 0                 | .479              |                   | 4             | 2             | .667          |                                                   |
| BUF       | 2015      | 8                 | 8                 | 0                 | .500              | 3rd in AFC East   | —             | —             | —             | —                                                 |
| BUF       | 2016      | 7                 | 8                 | 0                 | .467              | 3rd in AFC East   | —             | —             | —             | —                                                 |
| BUF total | BUF total | 15                | 16                | 0                 | .484              |                   | 0             | 0             | .000          |                                                   |
| Total     | Total     | 61                | 66                | 0                 | .480              |                   | 4             | 2             | .667          |                                                   |

Fonte: